# Aiko (cantora checa)
Alena Shirmanova-Kostebelova (em russo: Алёна Ширманова-Костебелова; Moscovo, 26 de Dezembro de 1999), conhecida artisticamente por Aiko, é uma cantora checa. Representou a Chéquia no Festival Eurovisão da Canção de 2024 em Malmö, com a canção "Pedestal".

## Discografia

### Álbuns
- Aiko (2018)[4]
- Expiration Date (2020)[5]
- Fortune's Child (2023)

### Singles
| Ano  | Single                   | Álbum           |
| ---- | ------------------------ | --------------- |
| 2020 | "Hunt"                   | Expiration Date |
| 2021 | "Power"                  | Fortune's Child |
| 2021 | "Daughter of the Sun"    | Fortune's Child |
| 2021 | "Gemini"                 | Fortune's Child |
| 2022 | "Alter Ego"              |                 |
| 2022 | "I Want to Be Perfect"   |                 |
| 2022 | "Restless" (com Boy Jr.) | Fortune's Child |
| 2023 | "Instincts"              |                 |
| 2023 | "Lucky Streak"           | Fortune's Child |
| 2023 | "Pedestal"´              | Fortune's Child |

#### Como artista convidada
| Ano  | Single                                    | Álbum |
| ---- | ----------------------------------------- | ----- |
| 2023 | "Why Don't You" (Ivo Blahunek feat. Aiko) |       |